# Rafael Magalhães
Rafael Magalhães, född 6 februari 1986, är en brasiliansk fotbollsspelare. Magalhães spelar sedan augusti 2011 för Husqvarna FF. Han har även haft korta sejourer i Hammarby IF och Ljungskile SK.
Magalhães växte upp i Brasilien men har bolivianskt ursprung då hans mamma kommer från Bolivia.